# Glanzbild

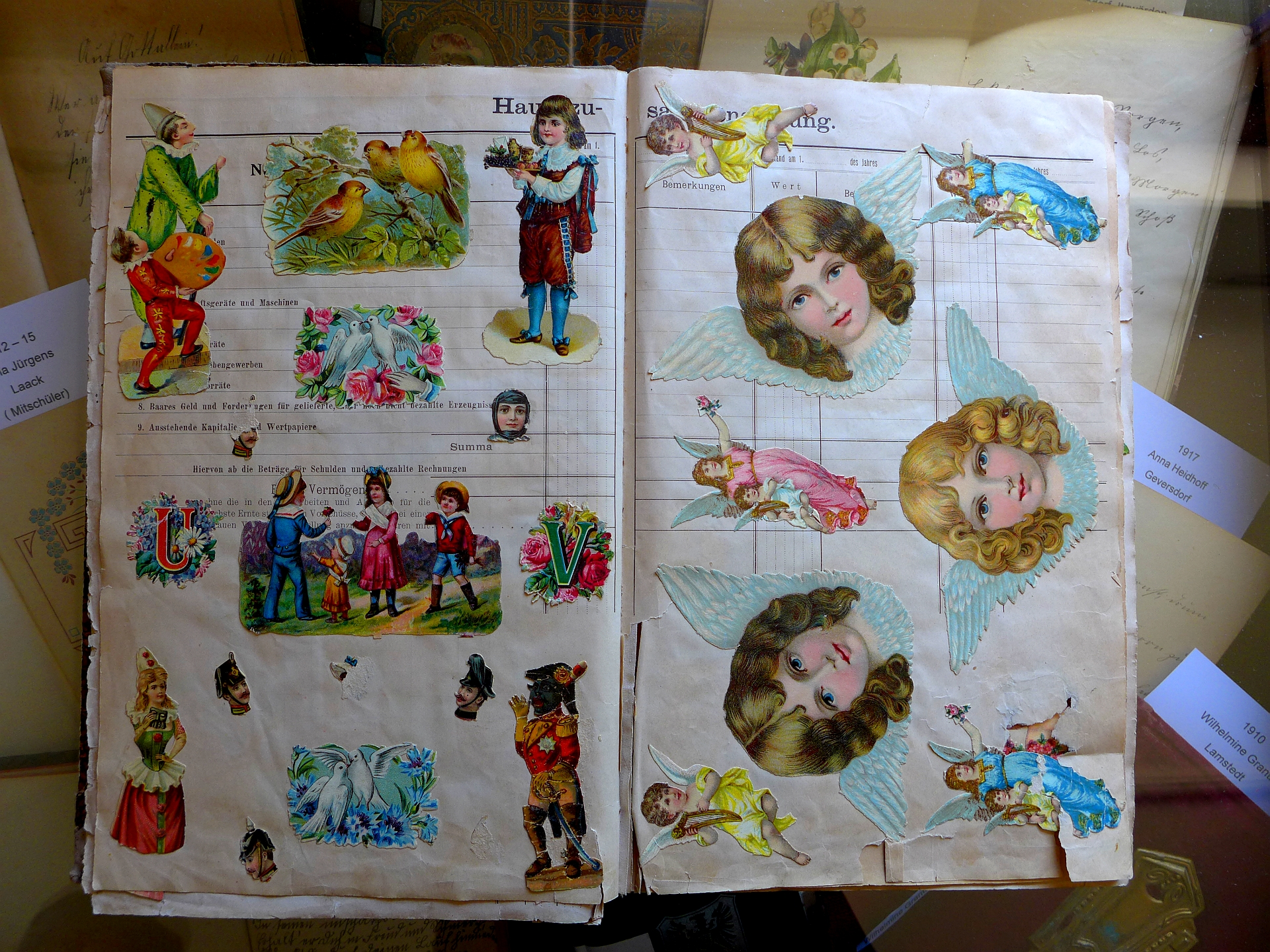
Improvisiertes Oblatenalbum, ca. 1914, Heimatmuseum Geversdorf

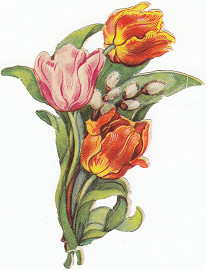
Motiv aus den 1930er Jahren

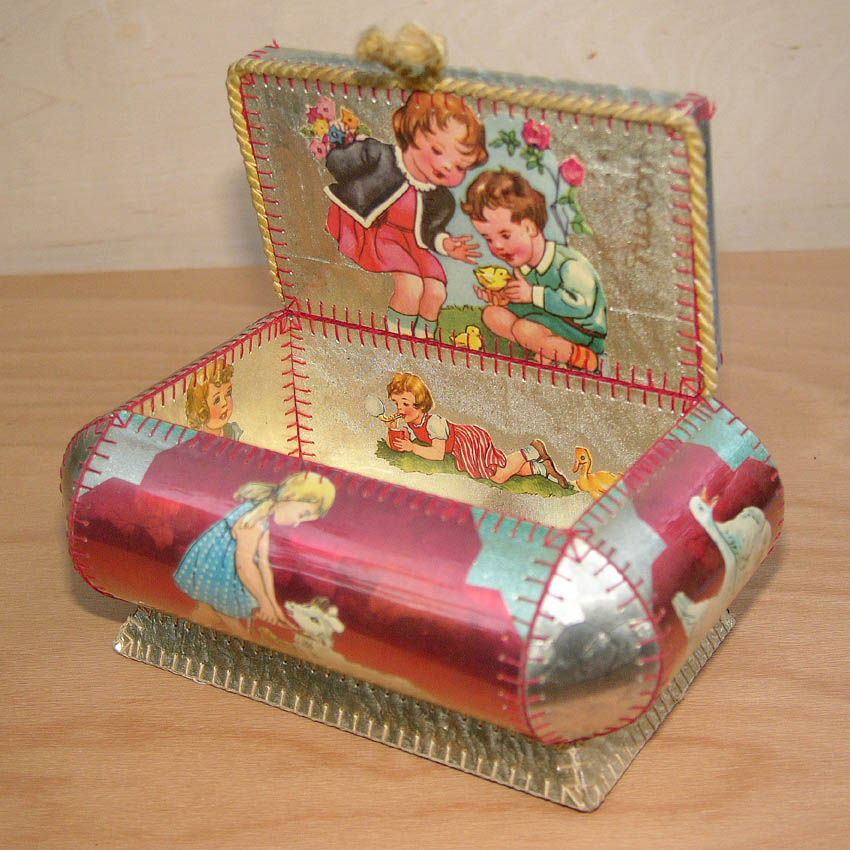
Ein selbstgefertigtes Kästchen, verziert mit Glanzbildern

Oblate in Form eines Schmetterlings, um 1900, Sammlung des MEK

Glanzbilder, auch Oblaten(bilder) genannt, sind farbige auf Papier im Chromolithographieverfahren gedruckte Bilder für Dekorations- und Sammelzwecke. Glanzbilder werden unter anderem für das Ausschmücken von Artikeln in Poesiealben und für Scrapbooking verwendet, man verziert Briefe damit oder hängt sie an den Weihnachtsbaum. Sie sind Tausch- und Sammelobjekte. Noch heute findet man sie gelegentlich auf Lebkuchengebäck, das auf Jahrmärkten angeboten wird. Glanzbilder sind, anders als Aufkleber, nicht selbstklebend. Zudem ist das Papier geprägt.
Glanzbilder sind in Bögen angeordnet und die einzelnen Motive über kleine Papierstege miteinander verbunden, so dass man sie vor der Verwendung mit der Schere voneinander trennen muss. Je nach Größe des einzelnen Motivs kann ein Bogen nur aus einer Marke oder aus mehreren Dutzend Marken bestehen.
Üblich sind romantische Darstellungen. Diese sind entweder allegorisch oder gegenständlich und orientieren sich oft an festlichen Themen (Silvester, Ostern, Weihnachten, Geburtstag). Man findet häufig Tier- und Blumenmotive oder Abbildungen von Engeln, Glücksbringern und Figuren aus dem Märchen- und Feenreich. In einer edlen Variante sind die Glanzbilder mit Glitter versehen.
Die Beliebtheit dieser Bilder in der Alltagskultur zeigt sich an der Vielzahl der Namen, mit denen sie in unterschiedlichen Regionen bezeichnet wurden, wie z. B. Liebesmarken, Poesiebilder, Oblaten(-bilder), Rosenbilder, Stampfersblumen, Vielliebchen, Albumbilder, Stammbuchbilder, Stammbuchblümchen, Lackbilder, Lebkuchenbilder, Scraps oder „Wünsche“ (Norddeutschland).
Zu unterscheiden sind Glanzbilder von Abziehbildern.

## Geschichte
Mit der Erfindung und Patentierung der Chromolithographie durch den Lithographen Godefroy Engelmann (1788–1839) war es zu einem Aufschwung der Produktion und des Handels von Druckerzeugnisse für den alltäglichen Gebrauch gekommen. Plakate, Werbegrafik aller Art, Glanzbilder, Postkarten, Reproduktionen von populären Bildern der Kunstgeschichte konnten jetzt in gleichbleibender Farbqualität, in hohen Auflagen und zu niedrigen Kosten hergestellt werden.
Ein Branche, die davon profitierte, waren Druckereien von Sammelbildern, die bestimmten Produkten beigelegt wurden und die bald begehrte Sammel- und Tauschbilder wurden, für die eigene Alben hergestellt wurden. Die Vorreiterrolle spielten dabei die sogenannten Liebigbilder.
Das Sammeln der Glanzbilder erreichte seinen Höhepunkt in Deutschland und Österreich zwischen 1880 und 1910. Eine rechte Glanzbilder-Manie breitete sich um die Jahrhundertwende in England aus, wo neben den Kindern, den üblichen Abnehmern dieser Bildchen, auch Erwachsene der Sammelleidenschaft verfielen.
Glanzbilder werden heute noch von wenigen Druckereien nach alten Vorlagen produziert und gehandelt und bedienen einen begrenzten Sammlermarkt. Weltmarktführer ist nach eigenen Angaben die Ernst Freihoff Papierwarenvertriebsgesellschaft mit Sitz in Coesfeld im Münsterland.